# Hyperophora peruviana
Hyperophora peruviana är en insektsart som beskrevs av Brunner von Wattenwyl 1891. Hyperophora peruviana ingår i släktet Hyperophora och familjen vårtbitare. Inga underarter finns listade i Catalogue of Life.